# Carex lidii
Carex lidii — вид трав'янистих рослин родини осокові (Cyperáceae), поширений у Ґренландії та Шпіцбергені.

## Таксономічні примітки
Carex lidii відомий з кількох місць Шпіцбергену і східної Ґренландії. Передбачалося, що це гібрид C. maritima x parallela. Øvstedal & Haaland (1996) кинули сумнів щодо цеї гіпотези. Тому тимчасово вважатимемо його видом, поки походження не з'ясоване. На Шпіцбергені дозрівання пилку чи плодів не спостерігалося й рослина поширюється за допомогою кореневищ. У Ґренландії не можна виключати можливість розмноження насінням, перш ніж рослину не буде більш ретельно вивчено.
Carex lidii чітко різниться від гаданого батька C. parallela тим, що має щільний кластер з кількох двостатевих колосків (C. parallela має тільки один, одностатевий колосок). Від C. maritima різниться значно темнішими колосками з темно-коричневими лусочками, значно вужчими колосками (довгасті), тоншими листками й стеблами і тим, що росте більш щільними килимами.

## Опис
Це багаторічні трав'янисті рослини, які формують щільні килими, завдяки густо розгалуженій системі кореневищ. Сегменти кореневища тонкі з короткими відстанями (0.5–2 см) між повітряними пагонами. Стебла тонкі, 4–8 см завдовжки, 0.7–1 мм завширшки, висхідні, вигнуті або прямі, з 3–5 базальними листками, неясно трикутні, гладкі, не горбкуваті, зелений з виразно блідими ребрами. Листи ниткоподібні, 3–5 см завдовжки, тонкі, 0.4–0.7 мм завширшки, середня жилка злегка піднята на нижній поверхні, краї трішки або шершаво зубчасті в більшій частині своєї довжини, сірувато-зелені.
Квітка в Carex одностатева, без оцвітини, і підтримуються лускою. Чоловіча квітка складається з 3 тичинок. Визначальною структурою роду Carex є пляшкоподібний приквіток навколо кожної жіночої квітки. Колоски можуть бути одностатеві або двостатеві.
Суцвіття — щільний, вузький кластер з 2–4 колосків, 8–10 × 3–5 мм. Верхній колосок довгастий, 5–9 × 3–5 мм, з 7–10 жіночими квітками біля основи і на вершині кілька не розвинених чоловічих квіток. Бічні колоски аналогічні, але значно менші, з 1–4 жіночими квітками. Найнижчий приквіток ≈5 мм, коричневий з білим або жовтуватим напівпрозорим краєм. Луски 3–5 × 1–1.4 мм, яйцеподібні, підгострі, коричневі з дифузними, білими або жовтуватими напівпрозорими краями. Тичинки не спостерігалися.

## Відтворення
Місцеве вегетативне розмноження розростанням кореневищ і, можливо, фрагментацією. Насіннєве розмноження не відоме. Килимки C. lidii можуть бути дуже довговічними (столітні, можливо, тисячолітні) і можуть бути фрагментовані рухами ґрунту. Див. також «Таксономічні примітки».

## Поширення
Вид або гібрид поширений у Ґренландії та Шпіцбергені.
Населяє вологі луки й неглибокі болота, як правило, з досить густими, травами й мохами. Знайдений на субстратах з основною реакцією ґрунту (рН).